# GNAVI

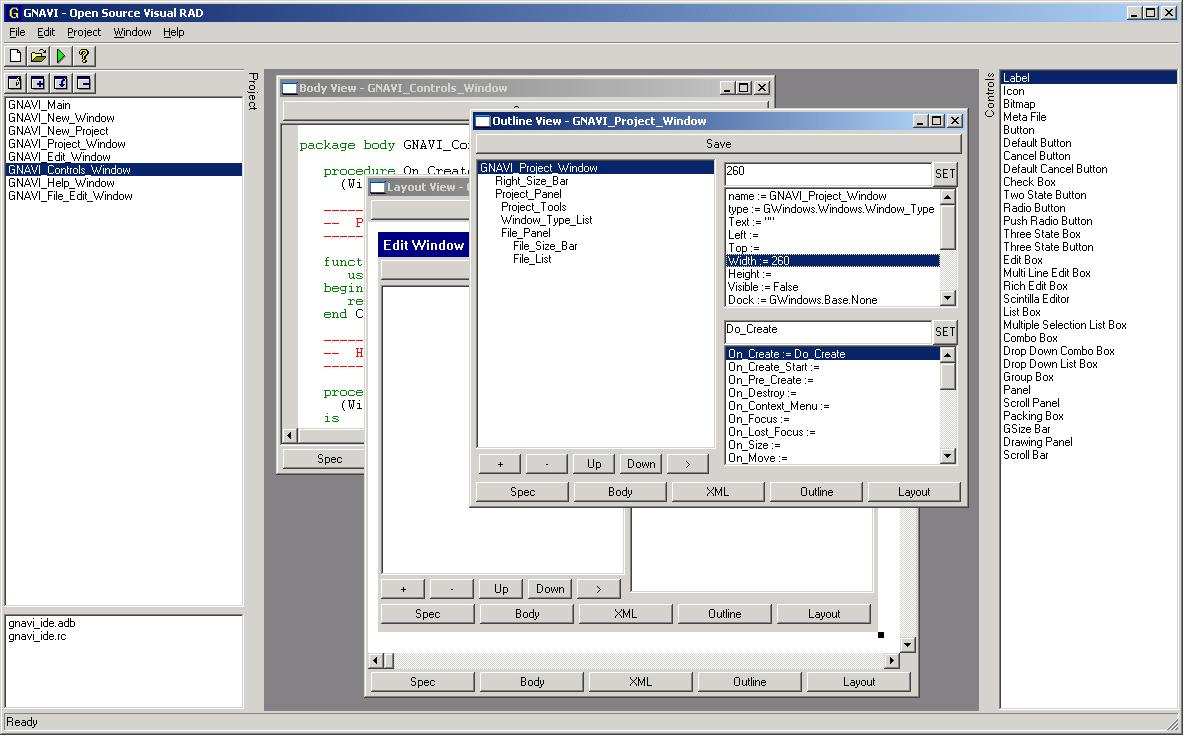

GNAVI是一個开放源代码的視覺化軟體開發環境，類似Delphi及Visual Basic，且是採GPL方式授權，其支援的程式語言並非是Pascal或BASIC等今日的主流程式語言，而是工程界的國際標準：Ada程式語言。GANVI for Microsoft Windows能提供與Delphi、Visual Basic相比擬的功能特點，例如能提供一個供程式設計師運用的功能呼叫介面，透過這個介面.NET及Java程式語言可以操控、取用ActiveX控制項的功效機能。
現在GNAVI也有轉寫到其他作業系統的版本，如Mac OS X版、Linux版、以及其他類UNIX版。

## 關連項目
- Rapid Application Development，簡稱：RAD - 應用程式快速開發、快速應用程式發展 （英文）
- GNAT Programming Studio，簡稱：GPS

## 外部連結
- GNAVI專案網站（页面存档备份，存于） （英文）